# Neriene longipedella
Neriene longipedella es una especie de araña araneomorfa del género Neriene, familia Linyphiidae. Fue descrita científicamente por Bösenberg & Strand en 1906.
Habita en Rusia (Extremo Oriente), China, Corea y Japón.